# Trend (statystyka)
Trend lub tendencja rozwojowa – monotoniczny składnik w modelu zależności badanej cechy statystycznej od czasu.
Niemonotoniczne zależności statystyczne od czasu nie muszą przybierać formy trendu. Wyróżnia się także np. sezonowość, dla której zależność jest okresowa.

## Kierunek trendu
- trend rosnący (wzrost wartości zmiennej w czasie)
- trend malejący (spadek wartości zmiennej w czasie)

W praktycznych zastosowaniach statystyki (szczególnie w giełdowej analizie technicznej) wymienia się także:
- trend boczny – brak wyraźnego trendu malejącego lub rosnącego.

## Modelowanie trendu
W modelu trendu wśród zmiennych objaśniających występuje zmienna czasowa {\displaystyle t.} Szereg czasowy jest przybliżany pewną monotoniczną ze względu na czas funkcją, zwaną funkcją trendu. Przy dobrze dobranym modelu różnice wartości oczekiwanych od wartości funkcji trendu powinny mieć wartość oczekiwaną zero.
Zwykle używa się następujących funkcji trendu:
- liniowa

{\displaystyle y_{t}=at+b}
- wykładnicza

{\displaystyle y_{t}=ab^{t}}
- logarytmiczna

{\displaystyle y_{t}=a\ln t}
- potęgowa

{\displaystyle y_{t}=at^{b}}
Najczęstszym modelem trendu jest model z funkcją liniową.
W celu określenia jakości dopasowania funkcji trendu do danych rzeczywistych, należy określić parametry struktury stochastycznej do których należą:
- odchylenie standardowe składnika losowego – informuje, o ile wartości empiryczne różnią się średnio od wartości teoretycznych, wyznaczonych na podstawie funkcji trendu.
- współczynnik zmienności resztowej – określa, jaką cześć średniej arytmetycznej badanej zmiennej stanowi odchylenie standardowe składnika resztowego.
- współczynnik zbieżności – informuje on, jaka część zmienności zmiennej objaśnianej nie została wyjaśniona przez funkcję trendu. Przyjmuje on wartości z przedziału od 0 do 1. Im jest on bliższy zeru, tym lepsze dopasowanie funkcji do danych rzeczywistych.
- współczynnik determinacji – określa, jaka część zmienności zmiennej objaśnianej została wyjaśniona przez funkcję trendu. Przyjmuje on wartości z przedziału od 0 do 1. Im wartość współczynnika determinacji bliższa jedności, tym lepsze dopasowanie funkcji do danych rzeczywistych.
- Do oceny jakości dopasowania zalicza się również standardowe błędy szacunku parametrów strukturalnych (czyli błąd szacunku, {\displaystyle a} i {\displaystyle b} dla funkcji {\displaystyle y=ax+b}).

Dopasowanie modelu do danych empirycznych weryfikuje się poprzez weryfikację hipotezy o istotności współczynnika determinacji.
Testuje się hipotezę zerową postaci
{\displaystyle H_{0}:[R^{2}=0]}
przeciwko hipotezie alternatywnej
{\displaystyle H_{1}:[R^{2}\neq 0].}
Hipotezę testujemy przy pomocy statystyki F – Snedecora o {\displaystyle \alpha k,(n-k+1)} stopniach swobody, gdzie {\displaystyle k} to liczba zmiennych objaśniających, {\displaystyle n} to ilość obserwacji.
Dla danego poziomu istotności {\displaystyle \gamma } (z reguły 0.05) wyznaczamy z tablic wartość krytyczną {\displaystyle F^{*}} dla {\displaystyle \alpha k,(n-k+1)} stopni swobody. Jeśli {\displaystyle F\leqslant F^{*}} to nie ma podstaw do odrzucenia hipotezy {\displaystyle H_{0},} czyli przyjmujemy, że współczynnik determinacji jest nieistotnie różny od zera. Jeśli {\displaystyle F>F^{*}} to odrzucamy hipotezę {\displaystyle H_{0}} na rzecz hipotezy alternatywnej {\displaystyle H_{1},} współczynnik determinacji jest istotnie różny od zera.